# ჭ
Ch'ari (asomtavruli Ⴝ, nuskhuri ⴝ, mkhedruli ჭ) es la 33ª letra del  alfabeto georgiano.
En el sistema de numeración georgiana tiene un valor de 5000.
Ch'ari es una africada postalveolar sorda que ocasionalmente se pronuncia en su variante eyectiva y se pronuncia como una chʰini dura.

## Letra
| asomtavruli | nuskhuri | mkhedruli |
| ----------- | -------- | --------- |
|             |          |           |

## Codificación digital
| asomtavruli | nuskhuri | mkhedruli |
| ----------- | -------- | --------- |
| U + 10BD    | U + 2D1D | U + 10ED  |

## Braille
| mkhedruli |
| --------- |
|           |

## Véase  también
- Ch (dígrafo)